# Davis Gaines
Davis Gaines (Orlando, 21 gennaio 1959) è un attore e cantante statunitense, specializzato nell'interpretazione del genere musical.

## Biografia
Ha recitato nel ruolo del Fantasma dell’opera per più di duemila repliche nel musical di Andrew Lloyd Webber The Phantom of the Opera a Broadway, Los Angeles e San Francisco. Nel 1994 ha ripreso il ruolo al The Kennedy Center Honors, vincendo il Bay Area Critics' Award per il miglior attore protagonista in un musical. Nel 1996 ha interpretato “The Man” (L'uomo) nella prima edizione di Whistle Down the Wind a Broadway.
Ha prestato la voce al personaggio del Ciambellano nel cartone animato del 1994 L'incantesimo del lago e è apparso in un episodio de La signora in giallo, al fianco di Angela Lansbury. Ha cantato anche a Broadway On Ice, uno spettacolo su ghiaccio in tour per gli Stati Uniti, dove cantava numeri di successo del mondo del musical.
Nel 2001 ha recitato nel ruolo di Anthony nella versione concertale del musical di Stephen Sondheim Sweeney Todd al fiancon di Patti LuPone, George Hearn, Neil Patrick Harris e Timothy Nolen.
Agli inizi della sua carriera, Gaines lavorava come maschera e come personaggio mascherato al Walt Disney World Resort  e, al liceo, interpretò la volpe nel musical Pinocchio.
Nel febbraio 2012, Gaines ha ricoperto il ruolo di Don Chisciotte nella produzione del Musical Theatre West di Long Beach, California, Man of La Mancha, interpretando anche la canzone più famosa, The Impossible Dream (The Quest).

## Filmografia parziale

### Televisione
- La signora in giallo (Murder, She Wrote) - serie TV, episodio 10x10 (1993)
- Streghe (Charmed) - serie TV, episodio 8x03 (2005)
- Desperate Housewives - serie TV, episodio 5x15 (2009)

## Doppiatori italiani
Nelle versioni in italiano delle opere in cui ha recitato, Davis Gaines è stato doppiato da:
- Giorgio Locuratolo in Streghe
- Francesco Sechi in Desperate Housewives